# Escut de Biure
L'escut oficial de Biure té el següent blasonament:
Escut caironat: d'or, una faixa ondada abaixada d'atzur acompanyada, al cap, d'un burro de sable, i a la punta, de tres còdols de gules. Per timbre, una corona de poble.

## Història
Va ser aprovat el 7 de juny del 2004.
El burro recorda el passat de Biure, quan aquests animals transportaven guix d'un cantó a l'altre de les muntanyes. També es van fer servir aquests mateixos animals per portar vinyes noves de l'altra banda de la frontera a l'època de la fil·loxera, segons explica Pere Coromines a Les gràcies de l'Empordà, de 1919.
A sota, la faixa ondada representa el riu Ricardell, que passa per davant del poble. Els tres còdols del peu són l'atribut del martiri de sant Esteve, patró de la localitat.